# 英一蝶

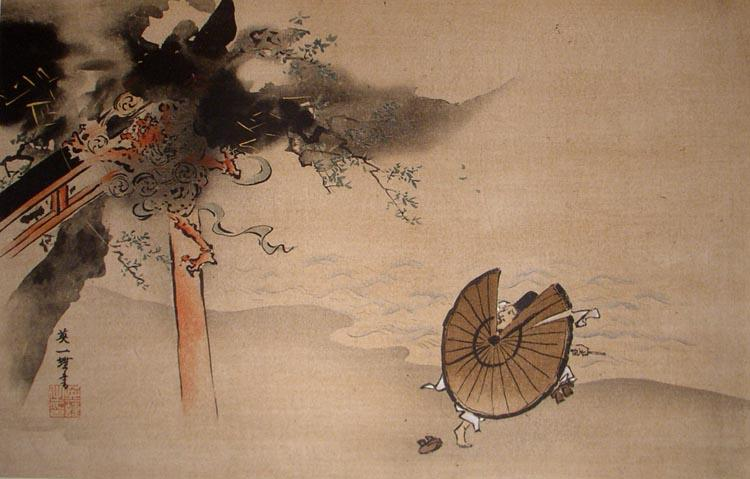
英一蝶 - 雷神落雷圖

英 一蝶（1652年—1724年2月7日），本姓藤原、多賀氏，名安雄，後改名信香，字君受。幼名猪三郎、次右衛門、助之進。剃髪出家後，法號多賀朝湖。俳號曉雲、狂雲堂、夕寥。自號英一蝶，畫號北窓翁、翠蓑翁、隣樵庵、牛麻呂、一峰、舊草堂、狩林齋、六巢閑雲等。生於日本京都，江戶時代著名畫家，最早學習狩野派畫風，後來改變成為一個水墨畫家。

## 生平
其父多賀伯庵，為伊勢龜山藩的侍醫。英一蝶在京都出生，因其父隨藩主石川憲之至江戶（今東京都）朝覲，全家於是遷居至江戶。因為英一蝶具有繪畫才能，藩主命令他至狩野安信門下習畫。在狩野安信將他驅逐出師門之後，他以多賀朝湖為名，以狩野派畫風，活躍於京都，並與寶井其角、松尾芭蕉等人交往。
1693年因不明原因獲罪下獄，但很快就被釋放。1698年，因觸犯生類憐令，幕府將他流放三宅島。
1709年，因將軍德川綱吉逝世而大赦，回到江戶，他改名為英一蝶。